# Durham

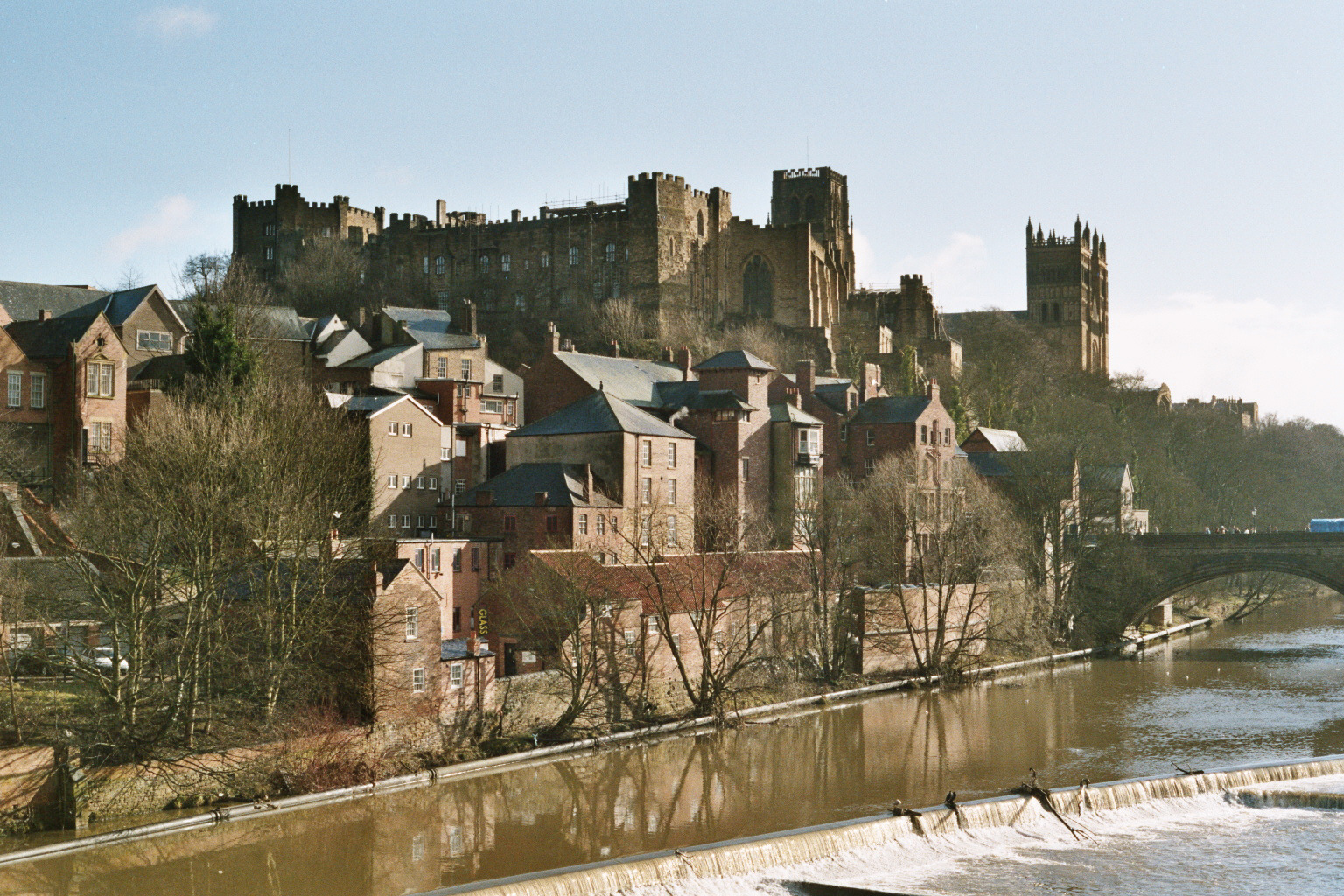
Castelo de Durham e Catedral de Durham

Durham (IPA: [ˈdʊɹəm] na pronúncia local, [ˈdʌɹəm] em RP) é uma pequena cidade localizada no Nordeste da Inglaterra. É bastante conhecida por sua catedral e castelo normandos, além de ser a sede da Universidade de Durham.